# Bãi đáp máy bay trực thăng

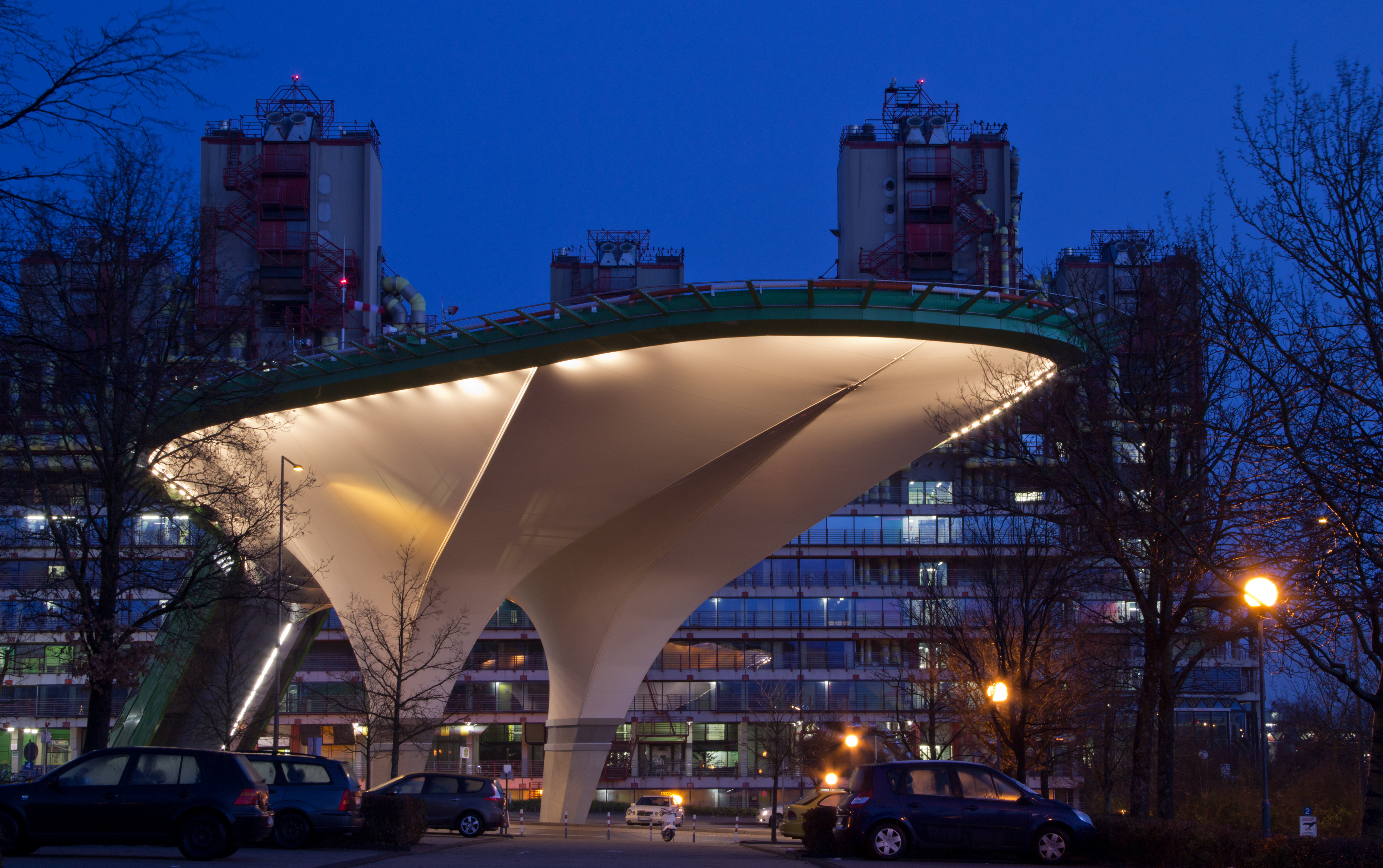
Bãi đậu máy bay trực thăng của bệnh viện đại học Aachen, Nordrhein-Westfalen, Đức

Bãi đáp máy bay trực thăng có thể là một mảnh đất, một kiến trúc được dùng để máy bay trực thăng đáp và cất cánh. Nó cũng có thể có chỗ để châm nhiên liệu hay nhà chứa máy bay. Trong trường hợp sau, trực thăng thường đậu trên một nền có thể di chuyển được để đưa nó vào nhà chứa.

## Mục đích
Trong một khu vực đại đô thị và đô thị lớn một sân bay trực thăng có thể phục vụ hành khách cần di chuyển nhanh chóng trong thành phố hoặc đến các vùng xa trung tâm. Nói chung, sân bay trực thăng có thể được nằm gần một thị trấn hay trung tâm thành phố hơn một sân bay cho máy bay cánh cố định. Lợi thế của việc bay bằng trực thăng đến một địa điểm hoặc thậm chí đến sân bay chính của thành phố là việc đi lại nhanh hơn nhiều so với lái xe. Ví dụ, Sân bay trực thăng Downtown Manhattan trong thành phố New York cung cấp dịch vụ theo lịch trình đến Sân bay quốc tế John F. Kennedy và được sử dụng để di chuyển những người giàu có và hàng hóa quan trọng nhanh chóng tới các điểm đến xa như Maryland.

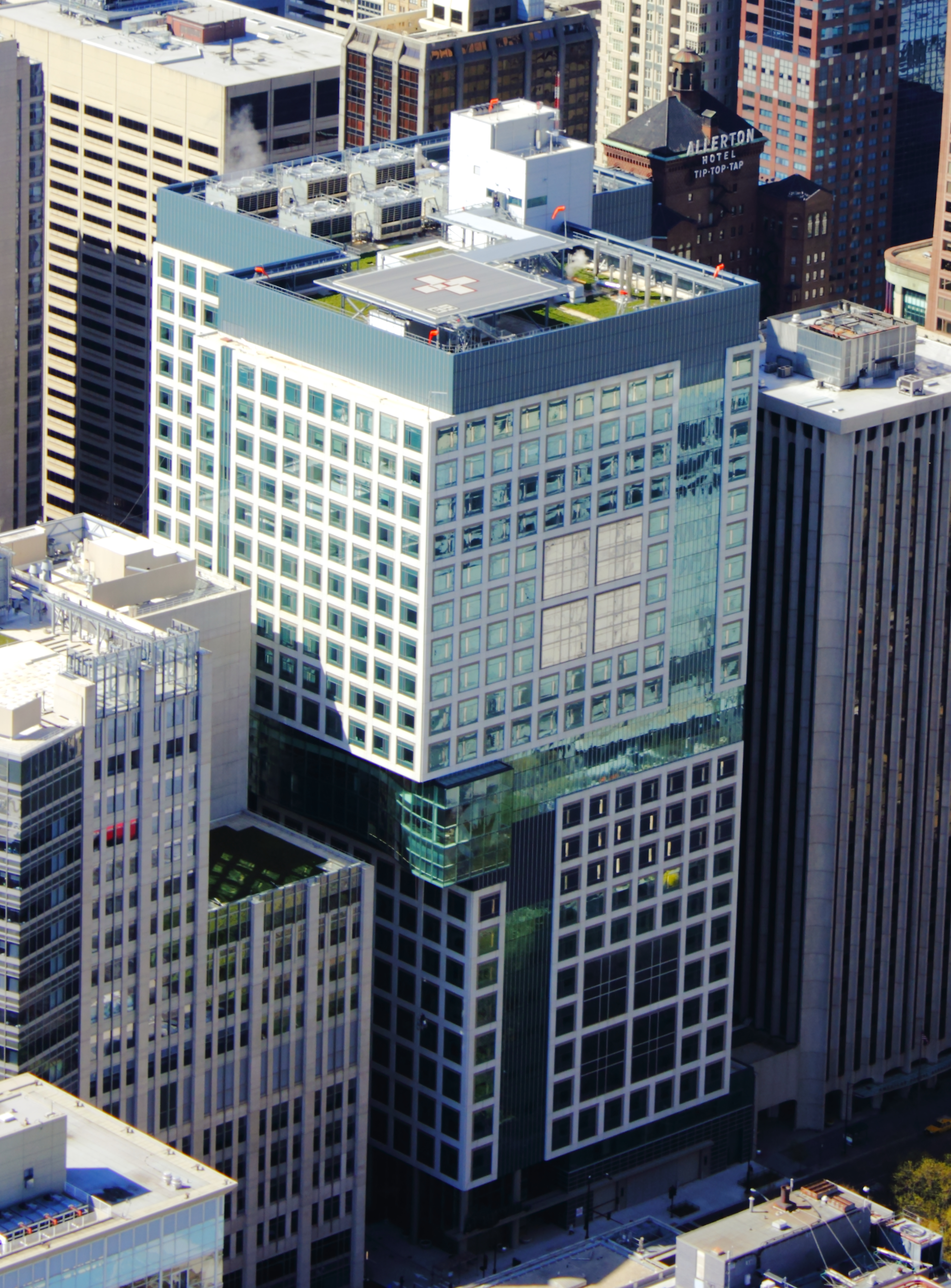
Bãi đáp máy bay trực thăng trên nóc nhà thương

Một số tòa nhà chọc trời có bãi đáp máy bay trực thăng trên sân thượng để phục vụ nhu cầu vận chuyển của giám đốc điều hành hoặc khách hàng. Nhiều chỗ trên sân thượng cũng phục vụ như chỗ đáp máy bay trực thăng khẩn cấp trong trường hợp sơ tán khẩn cấp cần thiết. Bank Tower Mỹ tại Los Angeles là một ví dụ.
Sân bay trực thăng rất phổ biến tại các bệnh viện cho máy bay trực thăng cứu thương đáp xuống và để chuyển bệnh nhân vào và ra khỏi cơ sở bệnh viện. Một số trung tâm chấn thương lớn có nhiều sân bay trực thăng trong khi hầu hết các bệnh viện nhỏ chỉ có một. Sân bay trực thăng cho phép các bệnh viện để nhận bệnh nhân có thể được mang đến từ các nơi xảy ra tai nạn hẻo lánh, nơi không có bệnh viện địa phương hoặc các cơ sở có khả năng cung cấp mức độ chăm sóc khẩn cấp yêu cầu.